# 325436 Khlebov
325436 Khlebov este o planetă minoră (asteroid) din centura de asteroizi. A fost descoperită pe 26 iulie 2009 la Spețialnaia astrofiziceskaia observatoria RAN⁠(d) de Timoer Valerievitsj Krjatsjko⁠(d). 
Obiectul prezintă o orbită caracterizată de o semiaxă mare de 3,1279403526003 UAi, o excentricitate de 0,23, o înclinație de 19 ° în raport cu ecliptica.